# Piri Reisplein
Het Piri Reïsplein is een plein in het Amsterdamse stadsdeel West aan de Baarsjesweg en de Van Speijkstraat in de Chassébuurt.  Het is genoemd naar de Ottomaans Turkse zeevaarder en cartograaf Piri Reïs
In de 20e eeuw was hier het autobedrijf Opel Riva gevestigd.  Het Riva-terrein werd in 1994 aangekocht door de Vereniging Ayasofya, behorend tot de beweging Milli Görüş, ten einde hier een moskee en Turks centrum te vestigen.
Hoewel de naam Piri Reïsplein al in 2001 werd toegekend door het toenmalige stadsdeel De Baarsjes, duurde het door conflicten over de invulling van het terrein, nog tien jaar tot hier een echt plein werd gerealiseerd.  Sinds 2011 zijn er ruim honderd woningen van de corporatie Stadgenoot (voorheen Het Oosten), met op de begane grond bedrijfsruimten.
Het bouwcomplex, loopt dankzij de omstreden sloop van 2 panden, door tot de Witte de Withstraat, zodat in het gebouw een doorgang (galerij) tussen deze straat en het plein kon worden gerealiseerd.
In het najaar van 2013 werd op het plein begonnen met de bouw van de Westermoskee.  Zowel het woningencomplex als de moskee zijn ontworpen door het Frans-joodse architectenpaar Marc en Nadia Breitman, die zich lieten inspireren door zowel de bouwstijl van de Amsterdamse School als door de Aya Sophia-moskee in Istanbul.
Waar de Van Speijkstraat op de Baarsjesweg uitkomt, bevond zich tot eind 2005 een driehoekig "pleintje" met een oorlogsmonument.  Vanwege de bouwwerkzaamheden is het monument in 2006 voorlopig verplaatst naar het Columbusplein, bij de Vasco da Gamastraat.